# La patrulla del vici
La patrulla del vici (títol original: Vice Squad) és una pel·lícula estatunidenca de Gary Sherman estrenada l'any 1982. Ha estat doblada al català.

## Argument
Quan arriba la nit, "Sunset Boulevard" de Hollywood s'omple de prostitutes. Entre elles es troba Princess, una jove mare que ha decidit deixar la professió. El seu "protector", Ramrod, no està d'acord i, en un moment de desesperació, assassina Ginger, amiga íntima de Princess. Llavors Princess decideix col·laborar amb la policia i actua d'esquer per atrapar Ramrod. És detingut per la policia, però quan és conduït a comissaria, aconsegueix escapar. Des d'aquell moment, Princess tem la seva revenja.

## Repartiment
- Season Hubley:Princess
- Gary Swanson:Tom Walsh
- Wings Hauser:Ramrod
- Pepe Serna: Pete Mendez
- Beverly Todd: Louise Williams
- Joseph Di Giroloma: Kowalski